# 伊萬尼察楓樹足球俱樂部
伊萬尼察楓樹足球俱樂部（羅馬化：Fudbalski klub Javor Ivanjica）是塞爾維亞的一家足球俱樂部。主場位於伊萬尼察。球隊參加塞爾維亞足球超級聯賽的賽事。

## 历史
1912年，米兰·拉多耶维奇（Milan Radojević）成立了伊万尼察枫树足球俱乐部。球队在二战结束前主要进行友谊赛，二战后也长期征战于南斯拉夫的低级别联赛。
1994年，在主教练斯拉文科·库泽列维奇的带领下，俱乐部首次晋级到南联盟乙级联赛。2002年，俱乐部赢得了乙级联赛（西部组）冠军，历史上首次晋级到南联盟甲级联赛，但在次年即降级。2005年，俱乐部再次晋级，但同样在次年即降级。
2007–08赛季，俱乐部在主教练拉多万·库尔契奇的带领下以赛季不败的成绩，成功晋级塞尔维亚超级联赛。在超级联赛征战了6年后，俱乐部在2014年遭遇降级，但次年即重返超级联赛。此后几年，俱乐部又经历了数次降级和晋级。
2016年，俱乐部历史性地打入当年塞尔维亚杯决赛，在决赛中以2–0负于游击队。

## 外部連結
- Official website （页面存档备份，存于） （塞爾維亞文）
- Javor Stats （页面存档备份，存于） at Utakmica.rs